# Берни, Анхель
А́нхель Анто́нио Бе́рни Го́мес (исп. Angel Antonio Berni Gómez; 9 января 1931, Асунсьон — 24 ноября 2017,Асунсьон) — парагвайский футболист, правый нападающий.

## Карьера
Анхель Берни родился в районе Сан-Хосе в Асунсьоне. Он начал карьеру в клубе «Олимпия» из Асунсьона. С 1949 по 1951 год выступал за основной состав команды. Оттуда уехал в Колумбию, в клуб «Бока Хуниорс» из Кали. В составе этой команды футболист выиграл Кубок Колумбии.
В 1953 году Берни перешёл «Сан-Лоренсо де Альмагро», где выступал в нападении команды вместе с Хосе Санфилиппо и в одном сезоне с Рене Понтони. Уже на второй год в команде Анхель стал лучшим бомбардиром чемпионата, забив 19 голов в 30 матчах. В последний год в клубе Бени стал чемпионом Аргентины. Всего за клуб он провёл 71 матч и забил 29 голов.
В 1959 году, став чемпионом Аргентины, Берни перешёл в клуб «Химнасия и Эсгрима», проведя там 14 игр и забив 6 голов. В том же году он перешёл в испанский «Реал Бетис». В чемпионате Испании дебютировал 25 октября 1959 года против «Эльче». За сезон он провёл 6 матчей и забил два гола. Берни находился в клубе ещё два сезона, но принимал участие только в товарищеских матчах. В то время он был тренером небольшого клуба «Вильямарин» из Лора-дель-Рио, спонсором которого был президент «Бетиса» Бенито Вильямарин. После «Бетиса» вернулся в Парагвай, где начал карьеру учителя.
Также Берни выступал за сборную Парагвая. В 1950 году он поехал на чемпионат мира, но на поле не выходил. На чемпионате Южной Америки, где провёл все 6 игр и забил 4 гола, став третьим снайпером турнира; Парагвай впервые в своей истории стал чемпионом Южной Америки.

## Титулы
- Чемпион Южной Америки (1): 1953